# Es regnet auf unsere Liebe
Es regnet auf unsere Liebe (Originaltitel: Det regnar på vår kärlek) ist ein in Schwarzweiß gedrehtes schwedisches Filmdrama aus dem Jahr 1946. Der nach einem Stück des norwegischen Autors Oskar Braaten entstandene Film war Ingmar Bergmans zweite Regiearbeit.

## Handlung
Maggi, deren Traum, Schauspielerin zu werden, gescheitert ist, und David, der wegen Diebstahls ein Jahr im Gefängnis gesessen hat, verlieben sich nach einer gemeinsamen Nacht ineinander. Ohne Geld, Unterkunft und Aussicht auf eine Beschäftigung brechen sie in ein Sommerhaus ein. Sie werden vom Besitzer, Herr Håkansson, überrascht, der sich nach Einschaltung der Polizei aber bereit erklärt, ihnen die Hütte zu vermieten. David findet eine Anstellung in einer nahe gelegenen Gärtnerei, und die beiden freunden sich bald mit den ebenfalls wenig begüterten Nachbarn aus den umliegenden Hütten an. Einen Heiratsantrag Davids lehnt Maggi aber ab. Håkansson sucht das Paar erneut auf und stellt es vor die Wahl, die Hütte zu kaufen oder binnen kurzer Frist auszuziehen. Maggi bittet David, den Kauf nicht zu tätigen, und gesteht ihm, dass sie ein Kind von einer früheren Liebelei erwartet. David läuft wütend davon, entschließt sich dann aber, das fremde Kind zu akzeptieren und unterschreibt den Kaufvertrag für die Hütte. Als die städtischen Beamten von Maggis Schwangerschaft erfahren, zwingen sie sie, in ein Entbindungsheim zu ziehen, um dort ihr Kind zu bekommen. Am selben Tag, als David erfährt, dass er wegen seiner kriminellen Vergangenheit entlassen werden soll, wird das Kind tot geboren. Kurz nach Maggis Rückkehr erscheint ein Vollzugsbeamter auf ihrem Anwesen und eröffnet ihnen, dass das Areal von der Stadt geräumt werden soll; Håkansson hat ihnen eine wertlose Immobilie verkauft. Aus Wut über die mitleidlose Haltung des Beamten verprügelt David diesen. Er wird angeklagt und vor Gericht gestellt, aber der Pflichtverteidiger (der auch als Erzähler im Film fungiert) kann einen Freispruch erwirken. Maggi und David beschließen, allen Widrigkeiten zu trotzen, und suchen gemeinsam eine neue Bleibe.

## Hintergrund
Trotz des Misserfolgs von Bergmans Debütfilm Kris bot der unabhängige schwedische Produzent Lorens Marmstedt Bergman an, seinen nächsten Film für ihn und die Produktionsfirma Sveriges Folkbiografer zu drehen. Bergman nahm das Angebot an und überarbeitete das von Herbert Grevenius nach Oskar Braatens Stück Bra mennesker (dt. „Gute Menschen“) verfasste Drehbuch. (Das Stück war schon einmal 1937 in Norwegen unter seinem Originaltitel verfilmt worden.) Bergman merkte später an, seine Autorenschaft habe sich auf die finale Gerichtsverhandlung beschränkt.
Die auf vier Wochen festgesetzten Dreharbeiten fanden im Frühsommer 1946 in Stockholm statt. Am 9. November 1946 feierte Es regnet auf unsere Liebe seine schwedische Premiere, und laut Bergman war der Film „ein bescheidener Kritikererfolg“. In der Bundesrepublik Deutschland lief der Film nicht in den Kinos, sondern wurde erst am 14. Januar 1978 im Fernsehen gezeigt.
In ihrer Bergman-Monografie machte Marianne Höök in Es regnet auf unsere Liebe Einflüsse von Marcel Carné und Jacques Prévert aus. Jonas Sima vermutete in einem Interview Einflüsse des Film noir, die Bergman bestätigte. Im selben Interview bezeichnete Bergman die Filme von Michael Curtiz als bedeutsam für seine Entwicklung: „Er besaß die Fähigkeit, vollkommen klar und einfach und redlich eine Geschichte zu erzählen, genau wie Raoul Walsh.“

## Position in Bergmans Werk
Neben Hauptdarsteller Birger Malmsten versammelte Es regnet auf unsere Liebe auch in Nebenrollen einige von Bergmans späteren Stammschauspielern wie Gunnar Björnstrand und Åke Fridell. Drehbuchautor und Filmkritiker Herbert Grevenius, der die Engagements Bergmans an den Stadttheatern von Helsingborg und Göteborg unterstützt hatte, arbeitete u. a. bei Durst (1949) und Einen Sommer lang (1951) wieder mit dem Regisseur zusammen.

## Kritik
„Ein früher Bergman-Film, in Gestus und Intention das Werk eines zornigen jungen Mannes; trotz fotografischer und schauspielerischer Qualitäten jedoch ohne stilistische Kohärenz.“